# Tiresias
Tiresias of Teiresias, Oudgrieks: Τειρεσίας, was een Thebaan die door Athena met blindheid werd gestraft omdat hij haar had zien baden. Volgens andere versies was het Hera die hem strafte omdat hij op de vraag van Zeus en Hera wie het meest plezier beleefde aan seks, de man of de vrouw, zou hebben geantwoord dat het de vrouw was. Tiresias kon het weten, want hij was zowel man als vrouw geweest. Hij kreeg in ieder geval visioenen als compensatie voor zijn blindheid.
Tiresias was sinds de tijd van Homerus in de klassieke oudheid met calchas een van de twee bekende zieners. Toen Thebe om voor Oedipus onduidelijke redenen aan de pest ten onder ging riep die zijn hulp in. Tiresias werd op hoge leeftijd samen met zijn dochter Manto, de moeder van Mopsus, naar Delphi verbannen, overleefde de lange tocht niet en zette zijn taak als ziener in de onderwereld voort. Odysseus zou hem daar in verband met zijn moeizame tocht naar huis hebben geraadpleegd.

## Andere betekenissen
- Tiresias is ook de naam van een lettertype dat speciaal is ontworpen voor mensen met een verminderd gezichtsvermogen.